# Erin Andrews
Erin Jill Andrews (Lewiston, 4 mei 1978) is een Amerikaanse sportverslaggeefster en mediapersoonlijkheid, bekend van haar werk voor FOX Sports en als co-presentatrice van Dancing with the Stars op ABC.

## Biografie
Erin Andrews werd geboren in Lewiston (Maine) in een familie van journalisten en studeerde in 2000 af met een graad in communicatie aan de Universiteit van Florida. Tijdens haar studententijd was ze lid van de Florida Gators, het cheerleadingteam van haar universiteit.
Van 2000 tot 2004 werkte ze als freelance reporter voor verschillende sportzenders. In 2004 ging ze aan de slag bij ESPN waar ze zich voornamelijk bezighield met het becommentariëren van ijshockey- en College Football-wedstrijden.
In 2010 nam ze deel aan het tiende seizoen van het Amerikaans dansprogramma Dancing with the Stars. Ze eindigde met haar professionele danspartner Maksim Chmerkovskiy op de derde plaats. Van 2014 tot 2019 werd ze co-presentatrice van het programma naast Tom Bergeron.
Sinds 2012 werkt ze voor FOX Sports waar ze als reporter-ter-plaatse verslag uibrengt voor belangrijke sportwedstrijden zoals de Major League Baseball All-Star Game, de World Series, de NFL Playoffs en de Daytona 500.
Andrews heeft sinds december 2012 een relatie met ijshockeyspeler Jarret Stoll. Het paar trouwde in juni 2017 en in juli 2023 werd hun zoontje Mack geboren.
In september 2016 werd bij Andrews baarmoederhalskanker vastgesteld. Na een behandeling en twee operaties werd ze kankervrij verklaard.

## Stalking
In 2008 werd ze het slachtoffer van stalking terwijl ze op reportage was in Nashville: ze werd naakt gefilmd via het deurslot van haar hotelkamer door Michael David Barrett, die de video daarna snel online plaatste. Barrett werd op 29 juni van dat jaar gearresteerd en veroordeeld tot 30 maanden gevangenisstraf en 3 jaar voorwaardelijk. In 2016 kreeg ze een schadevergoeding van 74 miljoen dollar.